# Fernando Bustelli
Fernando Bustelli (ca. 1940) es una levantador de pesas argentino que se ha destacado por integrar la delegación paralímpica argentina a los Juegos Paralímpicos de Tokio 1964. Allí obtuvo una medalla de oro en halterofilia (levantamiento de pesas), en la categoría peso liviano y una medalla de plata con el equipo de básquetbol en silla de ruedas. Con posterioridad Bustelli ha integrado la Comisión Directiva de la Federación Argentina de Deportes sobre Silla de Ruedas (FADESIR).

## Juegos Paralímpicos de Tokio 1964

### Medalla de oro en halterofilia
| Halterofilia: Peso liviano | Halterofilia: Peso liviano | Halterofilia: Peso liviano | Halterofilia: Peso liviano | Halterofilia: Peso liviano |
| | Deportista                 | País                       | Kilos                      |                            |
| --- | -------------------------- | -------------------------- | -------------------------- | -------------------------- |
| 1 | Fernando Bustelli          | (Yugoslavia)\|Argentina}}  | s/d                        |                            |
| 2 | Gary Hooper                | Australia}}                | s/d                        |                            |
| 3 | Don Kennedy                | Estados Unidos}}           | s/d                        |                            |
| Fuente: Men's Lightweight. «Weightlifting at the Tokyo 1964 Paralympic Games». IPC. 1964. (enlace roto disponible en Internet Archive; véase el historial, la primera versión y la última). |                            |                            |                            |                            |

### Medalla de plata en básquetbol
Argentina obtuvo medalla de plata en el torneo B de básquetbol incompleto. La selección argentina estuvo integrada por: Eduardo Albelo, Héctor Brandoni, Fernando Bustelli, Jorge Diz, Wilmer González, Juan Grusovin, Roberto Iglesias, Federico Marín, Rodolfo Novoa, Juan Sznitowski y Dante Tosi.
| Básquetbol B incompleto masculino | Básquetbol B incompleto masculino | Básquetbol B incompleto masculino | Básquetbol B incompleto masculino | Básquetbol B incompleto masculino |
|                                   | País                              |                                   |                                   |                                   |
| --------------------------------- | --------------------------------- | --------------------------------- | --------------------------------- | --------------------------------- |
| 1                                 | Estados Unidos}}                  |                                   |                                   |                                   |
| 2                                 | (Yugoslavia)\|Argentina}}         |                                   |                                   |                                   |
| 3                                 | Israel}}                          |                                   |                                   |                                   |
| Fuente: IPC.                      |                                   |                                   |                                   |                                   |